# 魔天道ソナタ
『魔天道ソナタ』（まてんどうそなた）は、天城小百合による日本の漫画作品。『月刊プリンセス』（秋田書店）にて、1986年6月号から1993年10月号まで連載された。
プリンセスコミックスより、単行本全20巻（文庫版は全10巻）が販売されている。

## 概要
空の彼方には天上界があり、3つの世界に分かれていた。それは天使たちの世界「天界」、悪魔たちの「魔界」、天使と悪魔が集う「魔道界」である。「魔道界」には天使と悪魔が仲良く暮らし平穏な暮らしを送っていた。また天使と悪魔は死にゆく人間の魂を迎えに行く「迎え霊」という仕事があり、悪魔が人間の願い事を2つ叶え、天使は輪の光で魂を天まで導くのである。
この物語は「迎え霊」でペアとなり少年同士で恋に落ちた天使のミカエルと悪魔のフィラを主人公とし、やや耽美的な少年愛を題材に取り上げた作品である。ただし、物語はいわゆるボーイズラブではなく、あくまでもファンタジーであり、神の手によって2つに砕かれ、1つは人間界に、もう1つはこの地と相反する天界に封じ込められたとされる「宇宙の蒼」、ある魔界の実力者に大天使から送られた「剣を揚げる熾天使」という絵が重要なキーワードとなって話は進められている。
本編の他、黒ずくめの天使、ハロウィンのお客人、永遠のサイレンスなどの番外編もあり、そのすべてが単行本に収録されている。

## 登場人物

### 主要人物
ミカエル・レナン
声 - まるたまり
本作の主人公。白の館に住む。悪魔と天使の夫婦（ラヴァーズ）の間に生まれた。身長169cmくらい、体重50kg前後。A型。2月7日生まれ。水瓶座。蒼い瞳に青銀の髪という氷のような容貌を持つ優等生の少年。大天使と同じ名前を持つ天使だが、卑屈な上に意地っ張りでどことなく陰がある性格で孤立しがち。フィラのことは満更でもない。
フィランゼア・ランシュア/フィラ
声 - 草尾毅
本作の準主人公。天使を両親に持つが、悪魔になった変わり者の少年。同様の出自の悪魔は実に50年振りらしい。緑葉色の瞳に黄金の髪という容姿の持ち主。明るく能天気で人当たりの良い性格。年齢はミカエルの一歳上。ミカエルに懐いている。幼いときに会った魔王サタンにあこがれ、悪魔になることを夢見ており、ミカエルに「協力者（レアン＝死ぬ人間の魂を迎えに行く際に、ペアとして降臨する「仕事仲間」）になろう」と誘い掛ける。黒の館に住む。身長183cmくらい、体重60kg前後。O型。10月10日生まれ。天秤座。実はサタンの愛人でもある。

### ミカエルとフィラの関係者
ベルゼ・コーナ
男性悪魔。黒の館に住む。フィラと同室で、幼馴染でもある。黒髪、セピアの瞳。身長188cmくらい、体重61kg。A型。8月12日生まれ。獅子座。遊び人らしい。「いろんな女を落としてこそ男だ」というのが信条。実は捨て子で、リンガという魔道士に育てられた。なかなかナイーブな一面もある。
シアラザーナ・シャイエ/シア
女性悪魔。黒の館の聖母。薄紫と空色の髪。ダークオレンジの瞳。164cm、45kg。5月30日生まれ。A型。フィラのことが好き。
サタン
男性悪魔。漆黒の髪に闇色の瞳、銀の角。黒き翼と衣に身を包んだ魔界の王。闇の帝王とも死の魔王とも呼ばれる。
並みの天上人を超越した絶対的存在者。フィラを含めた多くの愛人を持つ。
はるかなる過去「ルシファー」と呼ばれた。

### 各chap.の登場人物
蒼い物を集める男
chap.1に登場。人間界に封印されていた「宇宙の蒼」の封印を解いた男。山のふもとの寂れた館に、一人で住んでいる。
アゼラ・イージア
Chap.2に登場。2-Bに在籍。中学校の生徒会の書記の少女。フィラと同じクラス。
イズキ・ラナ
Chap.2に登場。4-Bに在籍。中学校の生徒会のクラス代表の少年。
アラン・ノア
Chap.2に登場。2-Aに在籍。中学校の生徒会のクラス代表の少年。
グウェル
Chap.2に登場。魔道界の小学校での、ミカエルの同級生の少年。ミカエルが天使・悪魔夫婦の子供であることをおかしいといっていた子供。すぐに先生に注意される。
ガレット・バーディ
Chap.2に登場。中学校の生徒会の生徒会長の少女。
カイ・ペーダ
Chap.2に登場。4-Aに在籍。中学校の生徒会のクラス代表。
クィルシー・ルナン
Chap.2に登場。3-Aに在籍。中学校の生徒会のクラス代表の少女。
カレン・ファナ
Chap.2に登場。3-Bに在籍。中学校の生徒会のクラス代表の少女。
ロッド
Chap.2に登場。中学校のときのミカエルの同級生の少年。中学校で、何を学ぶのかを先生が説明した時に、先生に「全ての入宮試験に落ちたから教師になったんだ」とからかっていた。
リンクス
Chap.2に登場。中学のときのミカエルの同級生の少女。両親は悪魔夫婦だが、天使になりたい子。黒髪、淡い空色の瞳。
ルーカス・セガン
Chap.2に登場。3-Bに在籍。中学校の生徒会副会長の少年。非常に近眼。創立祭では、天使と悪魔の衣装に使う羽根を集めた。
ナーシャ・ムスキー
Chap.2に登場。2-Aに在籍。中学校の生徒会の会計の少女。
妃月
Chap.4に登場。フィラが「時の泉」にはまった時にたどり着いた、平安時代の日本の竜神の沼に住む竜神の男性。母親が西洋ドラゴンで、瞳の色が片方だけすみれ色で髪は左右色違い。自分の住む沼に身投げした由羽をフィラに助けるように依頼した。
由羽
Chap.4に登場。フィラが「時の泉」にはまった時にたどり着いた、平安時代の日本の竜神の沼に身投げをした人間の少女。その沼に住む竜神（実は妃月）に助けられ、フィラが天界に戻るまでの一時期、一緒に住んでいた。妃月を竜神と知らずに付き合っていた。
セリエ
Chap.6に登場。女性悪魔。黒の館でシアと同室。
平岡修
Chap.7に登場。人間の少年。露子の彼氏。露子と同じ高校の美術部に所属している。
春の学生展には倉橋姉妹の絵を出品した。
倉橋朝子
Chap.7に登場。人間の少女。飼っていた文鳥が死にかけたときに鏡の道を作り悪魔を呼び出して、助けてもらおうとし、何故かミカエルと出会う。姉である露子の彼氏に心を寄せている。
倉橋露子
Chap.7に登場。人間の少女。朝子の姉。病弱で長い間入院していた。高校では美術部に所属し、春の学生展にミカエルをモデルにした天使の絵を出品した。

## 単行本
- 天城小百合 『魔天道ソナタ』 秋田書店〈プリンセスコミックス〉、全20巻
- 天城小百合 『魔天道ソナタ』 秋田書店〈秋田文庫〉、全10巻